# ボッテマの定理

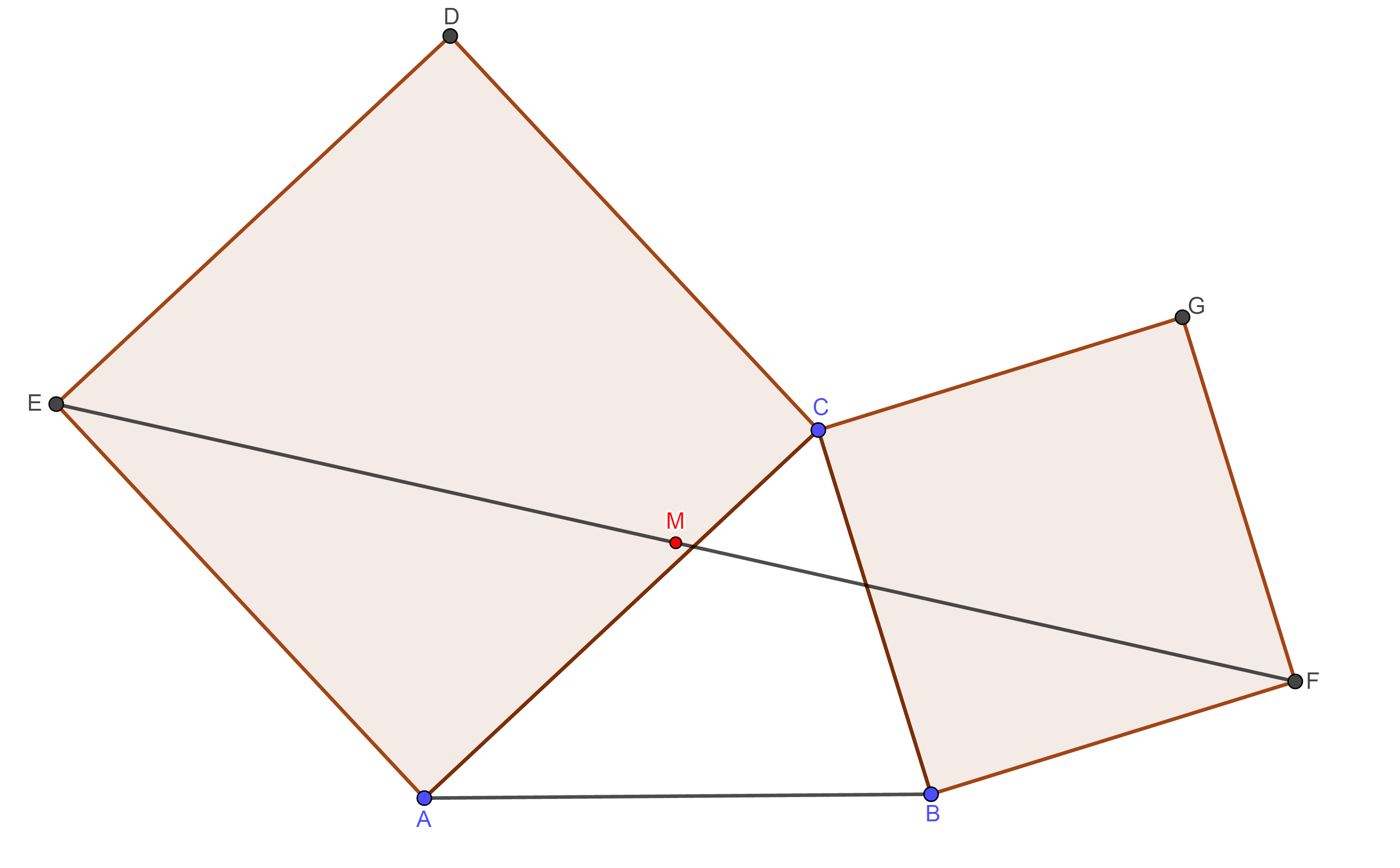
Cの位置が変化するとE, Fの位置は変わるが,その中点Mの位置は変わらない。

ユークリッド幾何学において、ボッテマの定理（ボッテマのていり、英: Bottema's theorem、蘭: Stelling van Bottema）とはオランダの数学者ウーネ・ボッテマにちなんで名づけられた定理である。
三角形ABCについてそれぞれAC, BCを一辺とする正方形を外側に描く。このときそれぞれの正方形の、Cと反対の点を結んだ線分の中点MはCの位置に依らない。
またMは、辺ABの中点をSとしAS = BS = MSを満たす三角形の内側の点、つまり∠MAB = ∠MBA = −π/4を満たす点となる。
ボッテマの定理は内側に正方形を描いたときも同様に成り立つことが知られており、このときMはAS = BS = MSを満たす三角形の外側の点、つまり∠MAB = ∠MBA = π/4を満たす点となる。
更に、ボッテマの定理は任意の正多角形に一般化できる。
△ABCに、それぞれ辺AC, BCを一辺とする正多角形を外側あるいは内側に描く。正多角形の外接円の頂点Cの対蹠点をそれぞれD1, D2とする。この時、D1D2の中点はCの位置に依らない。